# Landesschule Pforta
Schulpforta es un colegio cerca de Naumburgo, estado federado de Sajonia-Anhalt en Alemania, con régimen de internado para la promoción de alumnos aventajados. Entre sus alumnos se cuentan el filósofo Friedrich Nietzsche, el historiador Leopold von Ranke y el matemático y astrónomo August Möbius.